# Эрве, Эдуар
Эдуа́р Эрве́ (фр. Édouard Hervé; 28 мая 1835, Сен-Дени — 4 января 1899, Париж) — французский публицист, политик, историк.

## Биография

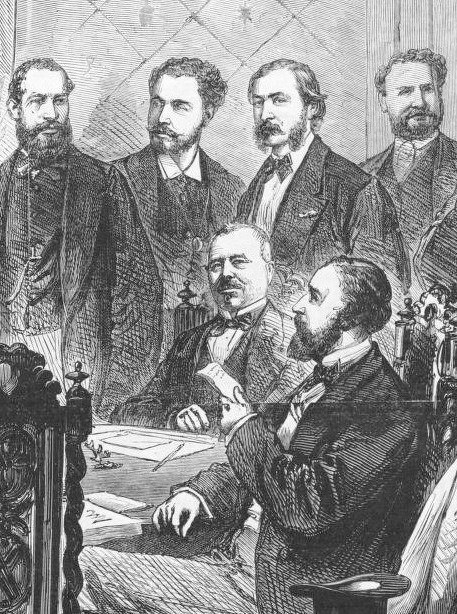
Эрве с коллегами

Эдуар Эрве родился 28 мая 1835 года в Сен-Дени.
Некоторое время пробыл в École normale; в 1863 и 1864 годах сотрудничал в «Courrier du Dimanche» и «Temps», где помещал талантливые и резкие статьи против политических деятелей империи.
В 1867 году он основал вместе с Вейсом «Journal de Paris»[уточнить], поддерживавший политику Эмиля Оливье. После визита графа Парижского к графу де Шамбор во Фросдорф, Эрве стал громко ликовать по поводу примирения в среде королевского дома Франции; это привело к ожесточенной полемике и к дуэли с Эдмоном Абу, редактором «XIX Siècle».
С 1876 году «Journal de Paris» был заменён «Soleil», сделавшимся органом орлеанистской партии и существовавшим благодаря её поддержке. В 1879 году Эрве выступил в «Soleil» резким антагонистом Жюлем Ферри и его законов относительно народного просвещения. Кроме газетных статей, Эрве напечатал в 1869 году книгу об английской политике: «Une page d’histoire contemporaine etc.».
Эдуар Эрве умер 4 января 1899 года в городе Париже.